# Oblastní soutěž 1950
V soubojích třetí nejvyšší fotbalové soutěže – Oblastní soutěže 1950 – se utkalo 48 mužstev ve čtyřech skupinách po 12 účastnících každý s každým dvoukolovým systémem jaro–podzim. Tento ročník začal v březnu 1950 a skončil v listopadu téhož roku.
V letech 1951–1954 se tato soutěž nehrála, třetí nejvyšší soutěží byly okresní soutěže (1951), okresní přebory (1952) a krajské přebory (1953–1954). Oblastní soutěž byla obnovena v ročníku 1955, po skončení sezony 1959/60 byla opět nahrazena krajskými přebory.

## Skupina A
| Poř. | Tým                              | Z  | V  | R | P  | VG | OG | B  |
| ---- | -------------------------------- | -- | -- | - | -- | -- | -- | -- |
| 1.   | ZSJ Uhlomost Most                | 22 | 15 | 6 | 1  | 54 | 19 | 36 |
| 2.   | JTO Sokol Viktoria Žižkov        | 22 | 13 | 3 | 6  | 63 | 54 | 29 |
| 3.   | ZSJ Armaturka Ústí nad Labem (N) | 22 | 12 | 5 | 5  | 54 | 31 | 29 |
| 4.   | ZSJ Hnědodoly Kopisty            | 22 | 12 | 3 | 7  | 64 | 44 | 27 |
| 5.   | ZSJ ČSSZ Písek (N)               | 22 | 11 | 5 | 6  | 66 | 55 | 27 |
| 6.   | ZSJ Dynamo Slavia Praha „B“      | 22 | 9  | 4 | 9  | 63 | 44 | 22 |
| 7.   | JTO Sokol Slavia Karlovy Vary    | 22 | 7  | 4 | 11 | 52 | 52 | 18 |
| 8.   | ZSJ Jawa Praha                   | 22 | 6  | 6 | 10 | 41 | 54 | 18 |
| 9.   | ZSJ KZ Rakovník                  | 22 | 7  | 4 | 11 | 42 | 56 | 18 |
| 10.  | JTO Sokol Mariánské Lázně (N)    | 22 | 6  | 3 | 13 | 37 | 59 | 15 |
| 11.  | ZSJ ČSD Slaný                    | 22 | 5  | 3 | 14 | 38 | 84 | 13 |
| 12.  | JTO Sokol Slovan Plzeň (N)       | 22 | 5  | 2 | 15 | 40 | 79 | 12 |

Poznámky:
- Z = Odehrané zápasy; V = Vítězství; R = Remízy; P = Prohry; VG = Vstřelené góly; OG = Obdržené góly; B = Body; (N) = Nováček (postoupivší z nižší soutěže); (S) = Sestoupivší z vyšší soutěže

|  | Přechod do Krajské soutěže – Ústí nad Labem 1951     |
|  | Přechod do Krajské soutěže – Praha 1951 (oddělení A) |
|  | Přechod do Krajské soutěže – Praha 1951 (oddělení B) |
|  | Přechod do Krajské soutěže – České Budějovice 1951   |
|  | Přechod do Krajské soutěže – Karlovy Vary 1951       |
|  | Sestup do příslušné okresní soutěže 1951             |

## Skupina B
| Poř. | Tým                             | Z  | V  | R | P  | VG | OG | B  |
| ---- | ------------------------------- | -- | -- | - | -- | -- | -- | -- |
| 1.   | ZSJ AZNP Mladá Boleslav         | 22 | 14 | 2 | 6  | 72 | 45 | 30 |
| 2.   | ZSJ TOS Čelákovice              | 22 | 13 | 3 | 6  | 63 | 54 | 29 |
| 3.   | ZSJ ČSSZ Pardubice              | 22 | 12 | 4 | 6  | 62 | 37 | 28 |
| 4.   | ZSJ Preciosa Jablonec nad Nisou | 22 | 11 | 5 | 6  | 70 | 41 | 27 |
| 5.   | ZSJ Kolora Liberec (N)          | 22 | 12 | 1 | 9  | 52 | 51 | 25 |
| 6.   | ZSJ MSA Hronov (N)              | 22 | 10 | 2 | 10 | 36 | 51 | 22 |
| 7.   | JTO Sokol Vinohrady (N)         | 22 | 9  | 4 | 9  | 53 | 54 | 22 |
| 8.   | ZSJ Vozovna Kobylisy            | 22 | 9  | 4 | 9  | 43 | 61 | 22 |
| 9.   | ZSJ ČSD Kolín                   | 22 | 8  | 5 | 9  | 46 | 48 | 21 |
| 10.  | ZSJ Sklárny Poděbrady (N)       | 22 | 6  | 5 | 11 | 48 | 59 | 17 |
| 11.  | ZSJ Kosmos Čáslav (N)           | 22 | 5  | 5 | 12 | 40 | 58 | 15 |
| 12.  | JTO Sokol Český Brod (N)        | 22 | 2  | 2 | 18 | 21 | 66 | 6  |

Poznámky:
- Z = Odehrané zápasy; V = Vítězství; R = Remízy; P = Prohry; VG = Vstřelené góly; OG = Obdržené góly; B = Body; (N) = Nováček (postoupivší z nižší soutěže); (S) = Sestoupivší z vyšší soutěže

|  | Přechod do Krajské soutěže – Praha 1951 (oddělení B) |
|  | Přechod do Krajské soutěže – Pardubice 1951          |
|  | Přechod do Krajské soutěže – Liberec 1951            |
|  | Přechod do Krajské soutěže – Hradec Králové 1951     |
|  | Přechod do Krajské soutěže – Praha 1951 (oddělení A) |

## Skupina C
| Poř. | Tým                               | Z  | V  | R | P  | VG | OG  | B  |
| ---- | --------------------------------- | -- | -- | - | -- | -- | --- | -- |
| 1.   | ZSJ MEZ Židenice                  | 22 | 14 | 4 | 4  | 61 | 26  | 32 |
| 2.   | ZSJ OP Prostějov                  | 22 | 14 | 4 | 4  | 58 | 33  | 32 |
| 3.   | ZSJ TOS Kuřim (N)                 | 22 | 13 | 3 | 6  | 68 | 46  | 29 |
| 4.   | ZSJ Svit Letná                    | 22 | 13 | 2 | 7  | 63 | 38  | 28 |
| 5.   | ZSJ ČSSZ Prostějov                | 22 | 11 | 3 | 8  | 59 | 43  | 25 |
| 6.   | ZSJ Svit Otrokovice               | 22 | 10 | 4 | 8  | 50 | 47  | 24 |
| 7.   | ZSJ Mosilana Žabovřesky           | 22 | 10 | 3 | 9  | 53 | 50  | 23 |
| 8.   | ZSJ OKD Zárubek (N)               | 22 | 10 | 2 | 10 | 31 | 32  | 22 |
| 9.   | ZSJ OD Olomouc                    | 22 | 9  | 3 | 10 | 54 | 39  | 21 |
| 10.  | VSJ Slovácka Uherské Hradiště (N) | 22 | 7  | 0 | 15 | 38 | 58  | 14 |
| 11.  | ZSJ Agrostroj Pelhřimov (N)       | 22 | 3  | 1 | 18 | 33 | 114 | 7  |
| 12.  | VSJ Hanácka Olomouc (N)           | 22 | 2  | 1 | 19 | 22 | 71  | 5  |

Poznámky:
- Z = Odehrané zápasy; V = Vítězství; R = Remízy; P = Prohry; VG = Vstřelené góly; OG = Obdržené góly; B = Body; (N) = Nováček (postoupivší z nižší soutěže); (S) = Sestoupivší z vyšší soutěže

|  | Přechod do Krajské soutěže – Brno 1951       |
|  | Přechod do Krajské soutěže – Olomouc 1951    |
|  | Přechod do Krajské soutěže – Gottwaldov 1951 |
|  | Přechod do Krajské soutěže – Ostrava 1951    |
|  | Přechod do Krajské soutěže – Jihlava 1951    |
|  | Sestup do příslušné okresní soutěže 1951     |
|  | Kluby zanikly                                |

## Skupina D
| Poř. | Tým                          | Z  | V  | R | P  | VG | OG | B  |
| ---- | ---------------------------- | -- | -- | - | -- | -- | -- | -- |
| 1.   | ZSJ Odeva Trenčín            | 22 | 15 | 5 | 2  | 67 | 25 | 35 |
| 2.   | ZSJ ČSAD Nové Zámky (N)      | 22 | 14 | 2 | 6  | 53 | 30 | 30 |
| 3.   | ZSJ Makyta Púchov (N)        | 22 | 14 | 1 | 7  | 62 | 37 | 29 |
| 4.   | JTO Sokol Partizánske        | 22 | 13 | 2 | 7  | 81 | 47 | 28 |
| 5.   | ZSJ KP Michalovce (N)        | 22 | 10 | 4 | 8  | 47 | 51 | 24 |
| 6.   | ZSJ KP Nitra                 | 22 | 10 | 3 | 9  | 44 | 33 | 23 |
| 7.   | ZSJ Poľana Opatová (N)       | 22 | 10 | 2 | 10 | 46 | 31 | 22 |
| 8.   | ZSJ SZ Malacky               | 22 | 7  | 3 | 12 | 35 | 59 | 17 |
| 9.   | JTO Sokol Rožňava (N)        | 22 | 7  | 3 | 12 | 31 | 59 | 17 |
| 10.  | JTO Sokol NV Banská Bystrica | 22 | 7  | 1 | 14 | 34 | 51 | 15 |
| 11.  | ZSJ Dynamo ČSD Košice „B“    | 22 | 5  | 5 | 12 | 25 | 57 | 15 |
| 12.  | JTO Sokol Devín (N)          | 22 | 4  | 1 | 17 | 26 | 68 | 9  |

Poznámky:
- Z = Odehrané zápasy; V = Vítězství; R = Remízy; P = Prohry; VG = Vstřelené góly; OG = Obdržené góly; B = Body; (N) = Nováček (postoupivší z nižší soutěže); (S) = Sestoupivší z vyšší soutěže

|  | Přechod do Krajské soutěže – Bratislava 1951      |
|  | Přechod do Krajské soutěže – Nitra 1951           |
|  | Přechod do Krajské soutěže – Žilina 1951          |
|  | Přechod do Krajské soutěže – Prešov 1951          |
|  | Přechod do Krajské soutěže – Banská Bystrica 1951 |
|  | Přechod do Krajské soutěže – Košice 1951          |
|  | Sestup do příslušné okresní soutěže 1951          |